# Primera División de México 1982-83
La Temporada 1982-83 fue la edición XLI del campeonato de liga de la Primera División en la denominada "época profesional" del fútbol mexicano. En el torneo regular el América fue el superlíder con 26 victorias (17 como local), solo 3 derrotas, 61 puntos, y una efectividad del 80%; todas estas cifras representaban récords del fútbol mexicano, pero en una de las más grandes sorpresas de la historia, el Guadalajara los eliminó en semifinales al vencerlos 3-0 (global 4-2), en el mismísimo Estadio Azteca. Guadalajara no llegaría más lejos, ya que fue derrotado en la final por el Puebla F.C.; quien de esta forma obtuvo su primer título de liga en la historia.
En este torneo el Oaxtepec, como campeón de la Segunda División, sustituyó al descendido Tampico. El dueño de este último, el Sindicato Petrolero, adquirió la franquicia de Atletas Campesinos y creó un nuevo equipo: Tampico Madero. En este mismo certamen se produjo la reaparición del histórico Necaxa, luego de que la franquicia que los sustituyera en 1971, Atlético Español, decidiera la restitución de su antecesor vendiendo la entidad. Zacatepec fue el equipo que perdió la categoría al terminar el torneo luego de perder la liguilla por el no descenso ante Atlético Morelia.

## Sistema de competencia
Los veinte participantes fueron divididos en cuatro grupos de cinco equipos cada uno; todos disputan la fase regular bajo un sistema de liga, es decir, todos contra todos a visita recíproca; con un criterio de puntuación que otorga dos unidades por victoria, una por empate y cero por derrota. 
Clasifican a la disputa de la fase final por el título, el primer y segundo lugar de cada grupo (sin importar su ubicación en la tabla general). Los equipos clasificados son ubicados del 1 al 8 en duelos cruzados (es decir 1 vs 8, 2 vs 7, 3 vs 6 y 4 vs 5), se enfrentaban en rondas ida-vuelta o eliminación directa. 
La definición de los partidos de liguilla tomaría como criterio el marcador global al final de los dos partidos. De haber empate en este, se alargaría el juego de vuelta a la disputa de dos tiempos extras de 15 minutos cada uno, y posteriormente Tiros desde el punto penal, hasta que se produjera un ganador. 
La liguilla por el no descenso, tendría un formato definitivo, en el que se enfrentarían los dos últimos lugares de la tabla general, únicamente si existiera una diferencia de cuatro puntos o menos entre los involucrados, de lo contrario el club con menos puntos descendería automáticamente a segunda división.
Los criterios de desempate para definir todas las posiciones serían la Diferencia de goles entre tantos anotados y los recibidos, después se consideraría el gol average o promedio de goles y finalmente la cantidad de goles anotados.

## Participantes

### Ascensos y descensos
| Pos | Ascendido de la Segunda División 1981-82 |
| --- | ---------------------------------------- |
| 2º  | Oaxtepec                                 |

| Pos         | Descendido en la Primera División 1981-82 |
| ----------- | ----------------------------------------- |
| 19° (Prom.) | Tampico                                   |

### Cambios de franquicia
| Pos | Nueva Franquicia |
| --- | ---------------- |
| -   | Tampico Madero   |

| Pos | Franquicia vendida |
| --- | ------------------ |
| 11° | Atletas Campesinos |

### Cambios de nombre
| Pos | Nuevo Nombre |
| --- | ------------ |
| -   | Necaxa       |

| Pos | Nombre anterior  |
| --- | ---------------- |
| 15° | Atlético Español |

### Equipos por Entidad Federativa
En la temporada 1982-1983 jugaron 20 equipos que se distribuían de la siguiente forma:
| Monterrey Tigres Tampico Madero A. Potosino Morelia U de G Atlas Guadalajara U.A.G León Necaxa Puebla Neza Oaxtepec Zacatepec Toluca América Cruz Azul Atlante UNAM | \| Entidad Federativa \| N.º \| Equipos \| \| ------------------ \| --- \| ------------------------------------------ \| \| Distrito Federal \| 5 \| América, Cruz Azul, Atlante, UNAM y Necaxa \| \| Jalisco \| 4 \| Atlas, Tecos, U de G y Guadalajara \| \| Nuevo León \| 2 \| Monterrey y UANL \| \| Estado de México \| 2 \| Toluca y Neza \| \| Morelos \| 2 \| Zacatepec y Oaxtepec \| \| Guanajuato \| 1 \| León \| \| San Luis Potosí \| 1 \| Atlético Potosino \| \| Michoacán \| 1 \| Morelia \| \| Puebla \| 1 \| Puebla \| \| Tamaulipas \| 1 \| Tampico Madero \| |                                            |
| Entidad Federativa | N.º | Equipos                                    |
| Distrito Federal | 5 | América, Cruz Azul, Atlante, UNAM y Necaxa |
| Jalisco | 4 | Atlas, Tecos, U de G y Guadalajara         |
| Nuevo León | 2 | Monterrey y UANL                           |
| Estado de México | 2 | Toluca y Neza                              |
| Morelos | 2 | Zacatepec y Oaxtepec                       |
| Guanajuato | 1 | León                                       |
| San Luis Potosí | 1 | Atlético Potosino                          |
| Michoacán | 1 | Morelia                                    |
| Puebla | 1 | Puebla                                     |
| Tamaulipas | 1 | Tampico Madero                             |

### Información sobre los equipos participantes
| Equipo            | Ciudad                           | Estadio                | Capacidad |
| ----------------- | -------------------------------- | ---------------------- | --------- |
| América           | México, D. F.                    | Azteca                 | 110,000   |
| Atlante           | México, D. F.                    | Azteca                 | 110,000   |
| Atlas             | Guadalajara, Jalisco             | Jalisco                | 56,000    |
| Atlético Morelia  | Morelia, Michoacán               | Venustiano Carranza    | 22,000    |
| Atlético Potosino | San Luis Potosí, S.L.P.          | Plan de San Luis       | 20,000    |
| Cruz Azul         | México, D. F.                    | Azteca                 | 110,000   |
| Guadalajara       | Guadalajara, Jalisco             | Jalisco                | 56,000    |
| León              | León, Guanajuato                 | León                   | 30,000    |
| Monterrey         | Monterrey, Nuevo León            | Tecnológico            | 38,000    |
| Necaxa            | México, D. F.                    | Azteca                 | 110,000   |
| Neza              | Nezahualcóyotl, Estado de México | José López Portillo    | 20,000    |
| Oaxtepec          | Oaxtepec, Morelos                | Cuauhtémoc             | 36,000    |
| Puebla            | Puebla, Puebla                   | Cuauhtémoc             | 36,000    |
| Tampico Madero    | Tampico - Madero, Tamaulipas     | Tamaulipas             | 19,500    |
| Tecos UAG         | Zapopan, Jalisco                 | Tres de Marzo          | 25,000    |
| Tigres UANL       | Monterrey, Nuevo León            | Universitario          | 44,000    |
| Toluca            | Toluca, Estado de México         | Toluca 70              | 27,000    |
| U. de G.          | Guadalajara, Jalisco             | Jalisco                | 56,000    |
| UNAM              | México, D. F.                    | Olímpico Universitario | 66,000    |
| Zacatepec         | Zacatepec, Morelos               | Agustín Coruco Díaz    | 18,000    |

## Torneo Regular

### Tabla General
| Pos. | Equipo            | Pts. | PJ | G  | E  | P  | GF | GC | Dif. | Clasificación               |
| ---- | ----------------- | ---- | -- | -- | -- | -- | -- | -- | ---- | --------------------------- |
| 1    | América           | 61   | 38 | 26 | 9  | 3  | 69 | 27 | +42  | Cuadrangular de la liguilla |
| 2    | Atlante           | 47   | 38 | 18 | 11 | 9  | 66 | 46 | +20  | Cuadrangular de la liguilla |
| 3    | Puebla (C)        | 45   | 38 | 15 | 15 | 8  | 53 | 39 | +14  | Cuadrangular de la liguilla |
| 4    | Toluca            | 44   | 38 | 17 | 10 | 11 | 62 | 43 | +19  | Cuadrangular de la liguilla |
| 5    | U de G            | 43   | 38 | 15 | 13 | 10 | 53 | 48 | +5   | Cuadrangular de la liguilla |
| 6    | Tecos UAG         | 41   | 38 | 15 | 11 | 12 | 55 | 52 | +3   | Cuadrangular de la liguilla |
| 7    | Guadalajara       | 40   | 38 | 13 | 14 | 11 | 44 | 37 | +7   | Cuadrangular de la liguilla |
| 8    | UNAM              | 38   | 38 | 14 | 10 | 14 | 53 | 43 | +10  |                             |
| 9    | Tigres            | 37   | 38 | 12 | 13 | 13 | 47 | 53 | −6   |                             |
| 10   | León              | 37   | 38 | 12 | 13 | 13 | 52 | 63 | −11  |                             |
| 11   | Atlético Potosino | 36   | 38 | 13 | 10 | 15 | 45 | 60 | −15  | Cuadrangular de la liguilla |
| 12   | Cruz Azul         | 35   | 38 | 10 | 15 | 13 | 41 | 39 | +2   |                             |
| 13   | Neza              | 35   | 38 | 11 | 13 | 14 | 47 | 48 | −1   |                             |
| 14   | Tampico Madero    | 33   | 38 | 12 | 9  | 17 | 49 | 61 | −12  |                             |
| 15   | Atlas             | 33   | 38 | 10 | 13 | 15 | 44 | 58 | −14  |                             |
| 16   | Oaxtepec          | 32   | 38 | 12 | 8  | 18 | 55 | 63 | −8   |                             |
| 17   | Necaxa            | 32   | 38 | 8  | 16 | 14 | 50 | 61 | −11  |                             |
| 18   | Monterrey         | 31   | 38 | 9  | 13 | 16 | 33 | 47 | −14  |                             |
| 19   | Zacatepec (D)     | 30   | 38 | 6  | 18 | 14 | 30 | 39 | −9   | Liguilla por el no descenso |
| 20   | Atlético Morelia  | 30   | 38 | 11 | 8  | 19 | 35 | 56 | −21  | Liguilla por el no descenso |

 Fuente: RSSSF

### Grupos

#### Grupo 1
| Pos. | Equipo            | Pts. | PJ | G  | E  | P  | GF | GC | Dif. | Clasificación               |
| ---- | ----------------- | ---- | -- | -- | -- | -- | -- | -- | ---- | --------------------------- |
| 1    | Atlante           | 47   | 38 | 18 | 11 | 9  | 66 | 46 | +20  | Cuadrangular de la liguilla |
| 2    | Atlético Potosino | 36   | 38 | 13 | 10 | 15 | 45 | 60 | −15  | Cuadrangular de la liguilla |
| 3    | Atlas             | 33   | 38 | 10 | 13 | 15 | 44 | 58 | −14  |                             |
| 4    | Necaxa            | 32   | 38 | 8  | 16 | 14 | 50 | 61 | −11  |                             |
| 5    | Monterrey         | 31   | 38 | 9  | 13 | 16 | 33 | 47 | −14  |                             |

 Fuente: RSSSF

#### Grupo 2
| Pos. | Equipo         | Pts. | PJ | G  | E  | P  | GF | GC | Dif. | Clasificación               |
| ---- | -------------- | ---- | -- | -- | -- | -- | -- | -- | ---- | --------------------------- |
| 1    | América        | 61   | 38 | 26 | 9  | 3  | 69 | 27 | +42  | Cuadrangular de la liguilla |
| 2    | Guadalajara    | 40   | 38 | 13 | 14 | 11 | 44 | 37 | +7   | Cuadrangular de la liguilla |
| 3    | León           | 37   | 38 | 12 | 13 | 13 | 52 | 63 | −11  |                             |
| 4    | Neza           | 35   | 38 | 11 | 13 | 14 | 47 | 48 | −1   |                             |
| 5    | Tampico Madero | 33   | 38 | 12 | 9  | 17 | 49 | 61 | −12  |                             |

 Fuente: RSSSF

#### Grupo 3
| Pos. | Equipo        | Pts. | PJ | G  | E  | P  | GF | GC | Dif. | Clasificación               |
| ---- | ------------- | ---- | -- | -- | -- | -- | -- | -- | ---- | --------------------------- |
| 1    | Toluca        | 44   | 38 | 17 | 10 | 11 | 62 | 43 | +19  | Cuadrangular de la liguilla |
| 2    | Tecos UAG     | 41   | 38 | 15 | 11 | 12 | 55 | 52 | +3   | Cuadrangular de la liguilla |
| 3    | Cruz Azul     | 35   | 38 | 10 | 15 | 13 | 41 | 39 | +2   |                             |
| 4    | Oaxtepec      | 32   | 38 | 12 | 8  | 18 | 55 | 63 | −8   |                             |
| 5    | Zacatepec (D) | 30   | 38 | 6  | 18 | 14 | 30 | 39 | −9   | Liguilla por el no descenso |

 Fuente: RSSSF

#### Grupo 4
| Pos. | Equipo           | Pts. | PJ | G  | E  | P  | GF | GC | Dif. | Clasificación               |
| ---- | ---------------- | ---- | -- | -- | -- | -- | -- | -- | ---- | --------------------------- |
| 1    | Puebla (C)       | 45   | 38 | 15 | 15 | 8  | 53 | 39 | +14  | Cuadrangular de la liguilla |
| 2    | U de G           | 43   | 38 | 15 | 13 | 10 | 53 | 48 | +5   | Cuadrangular de la liguilla |
| 3    | UNAM             | 38   | 38 | 14 | 10 | 14 | 53 | 43 | +10  |                             |
| 4    | Tigres           | 37   | 38 | 12 | 13 | 13 | 47 | 53 | −6   |                             |
| 5    | Atlético Morelia | 30   | 38 | 11 | 8  | 19 | 35 | 56 | −21  |                             |

 Fuente: RSSSF

## Resultados
| Local \ Visitante | AME | ATT | ATS | APO | CAZ | GDL | LEO | MTY | MOR | NEC | NEZ | OAX | PUE | TAM | TOL | UAG | UNL | UDG | UNM | ZAC |
| ----------------- | --- | --- | --- | --- | --- | --- | --- | --- | --- | --- | --- | --- | --- | --- | --- | --- | --- | --- | --- | --- |
| América           | —   | 1–0 | 2–1 | 4–0 | 0–0 | 2–0 | 3–1 | 3–0 | 2–1 | 5–0 | 2–1 | 2–0 | 2–0 | 2–1 | 1–1 | 2–1 | 2–1 | 1–1 | 2–0 | 2–1 |
| Atlante           | 0–1 | —   | 4–2 | 5–0 | 1–1 | 1–0 | 1–3 | 1–0 | 3–0 | 1–1 | 1–2 | 3–2 | 3–1 | 1–1 | 4–3 | 0–2 | 5–0 | 1–0 | 2–0 | 0–0 |
| Atlas             | 3–3 | 0–1 | —   | 0–0 | 4–1 | 2–2 | 2–1 | 0–1 | 0–1 | 0–0 | 3–1 | 1–1 | 1–1 | 1–1 | 3–1 | 1–1 | 3–0 | 2–4 | 2–2 | 0–0 |
| Atlético Potosino | 0–2 | 1–3 | 1–0 | —   | 2–0 | 1–0 | 1–1 | 1–0 | 4–2 | 3–2 | 1–1 | 0–1 | 2–1 | 3–1 | 2–3 | 1–1 | 1–2 | 1–1 | 0–3 | 1–0 |
| Cruz Azul         | 1–1 | 1–1 | 4–0 | 0–0 | —   | 0–2 | 2–1 | 2–0 | 1–1 | 1–1 | 2–1 | 3–0 | 0–1 | 3–0 | 3–2 | 0–0 | 1–1 | 2–0 | 2–1 | 1–1 |
| Guadalajara       | 0–2 | 1–1 | 1–1 | 2–1 | 1–0 | —   | 6–0 | 1–1 | 2–1 | 0–0 | 2–1 | 2–2 | 0–0 | 4–0 | 1–0 | 1–0 | 3–3 | 0–1 | 4–3 | 1–0 |
| León              | 0–4 | 1–2 | 2–2 | 3–3 | 3–2 | 1–1 | —   | 1–1 | 1–0 | 3–3 | 2–2 | 2–1 | 2–1 | 0–0 | 1–1 | 3–0 | 0–0 | 1–2 | 0–0 | 1–0 |
| Monterrey         | 2–3 | 1–1 | 1–0 | 4–1 | 1–0 | 0–0 | 2–3 | —   | 2–1 | 2–1 | 1–1 | 1–1 | 0–0 | 2–2 | 0–0 | 3–0 | 1–1 | 0–0 | 1–2 | 1–1 |
| Morelia           | 2–0 | 1–2 | 1–1 | 1–2 | 0–3 | 0–0 | 0–1 | 0–0 | —   | 2–1 | 0–0 | 2–1 | 0–0 | 2–1 | 3–2 | 1–0 | 1–0 | 2–0 | 1–3 | 3–0 |
| Necaxa            | 1–1 | 1–1 | 0–2 | 1–2 | 2–1 | 0–0 | 0–3 | 2–2 | 1–1 | —   | 0–1 | 2–2 | 1–1 | 4–2 | 3–2 | 2–3 | 2–2 | 4–0 | 4–0 | 1–1 |
| Neza              | 0–2 | 4–1 | 1–3 | 3–0 | 0–0 | 0–1 | 3–0 | 3–0 | 1–0 | 1–1 | —   | 1–2 | 1–2 | 3–1 | 0–0 | 1–0 | 2–1 | 1–1 | 2–5 | 1–0 |
| Oaxtepec          | 0–2 | 1–4 | 4–0 | 1–2 | 1–0 | 2–1 | 2–2 | 2–0 | 4–0 | 1–3 | 2–2 | —   | 1–2 | 1–0 | 2–2 | 1–2 | 2–2 | 0–3 | 1–2 | 2–1 |
| Puebla            | 2–2 | 3–1 | 1–2 | 2–2 | 0–0 | 2–1 | 3–2 | 3–0 | 4–2 | 3–0 | 1–0 | 1–1 | —   | 2–0 | 2–1 | 3–0 | 3–1 | 3–0 | 0–0 | 0–0 |
| Tampico Madero    | 1–2 | 1–1 | 0–1 | 1–0 | 4–3 | 1–0 | 1–1 | 2–3 | 3–1 | 3–2 | 2–1 | 1–0 | 3–1 | —   | 2–3 | 4–3 | 3–2 | 3–2 | 2–0 | 1–2 |
| Toluca            | 2–0 | 1–1 | 5–0 | 3–0 | 3–1 | 3–0 | 2–0 | 1–0 | 2–0 | 4–2 | 3–1 | 3–2 | 0–0 | 3–1 | —   | 3–0 | 1–2 | 1–1 | 2–2 | 0–0 |
| Tecos UAG         | 1–1 | 2–1 | 0–1 | 1–0 | 0–0 | 1–1 | 2–1 | 1–0 | 0–1 | 2–0 | 0–0 | 3–1 | 5–2 | 1–0 | 1–4 | —   | 2–1 | 1–1 | 1–0 | 2–1 |
| Tigres UANL       | 0–1 | 2–1 | 2–0 | 1–4 | 0–0 | 1–0 | 2–3 | 2–0 | 3–0 | 0–0 | 2–0 | 3–2 | 1–0 | 0–0 | 0–3 | 1–1 | —   | 1–1 | 1–3 | 3–0 |
| U. de G.          | 1–1 | 3–3 | 1–0 | 1–1 | 2–0 | 2–1 | 4–0 | 1–0 | 3–1 | 3–0 | 2–2 | 2–4 | 1–1 | 0–0 | 0–3 | 1–0 | 0–1 | —   | 1–0 | 2–0 |
| UNAM              | 1–1 | 1–2 | 5–0 | 2–0 | 1–0 | 0–1 | 0–1 | 3–0 | 3–0 | 0–0 | 1–1 | 1–2 | 0–0 | 1–0 | 5–1 | 2–0 | 0–0 | 1–4 | —   | 0–0 |
| Zacatepec         | 0–1 | 1–2 | 1–0 | 1–1 | 0–0 | 1–1 | 2–1 | 1–0 | 0–0 | 1–2 | 1–1 | 0–1 | 1–1 | 0–0 | 1–1 | 2–2 | 2–2 | 5–1 | 2–0 | —   |

## Liguilla por el no descenso
El partido por la permanencia en el torneo enfrentó al Morelia contra el Zacatepec.

### Serie Ida-Vuelta
| 15 de mayo de 1983 | Morelia                 | 2:0 (0:0) | Zacatepec | Estadio Venustiano Carranza, Morelia |                                  |
|                    | Jaime 66' · Salgado 69' |           |           | Árbitro(s): Jorge Alberto Leanza     | Árbitro(s): Jorge Alberto Leanza |

| 22 de mayo de 1983                                   | Zacatepec                                          | 4:2 (2:1) | Morelia                | Estadio Agustín Coruco Díaz, Zacatepec de Hidalgo |                                 |
|                                                      | Fernández 26' · Dávila 44, 62' · Magaña 79' (pen.) |           | Rocha 15' · Ambríz 76' | Árbitro(s): Mario Rubio Vázquez                   | Árbitro(s): Mario Rubio Vázquez |
| Empate en global 4-4. Se juega partido de desempate. |                                                    |           |                        |                                                   |                                 |

Debido al empate en el marcador global, fue necesaria la celebración de un partido de desempate en el Estadio Azteca.

### Partido de desempate
| 25 de mayo de 1983                    | Morelia    | 1:0 (0:0) | Zacatepec | Estadio Azteca, Ciudad de México    |                                     |
|                                       | Ambríz 81' |           |           | Árbitro(s): Antonio Márquez Ramírez | Árbitro(s): Antonio Márquez Ramírez |
| Morelia permanece en Primera División |            |           |           |                                     |                                     |

## Liguilla
|  | Cuartos de final                                               | Cuartos de final                                               | Cuartos de final                                               | Cuartos de final                                               | Cuartos de final                                               |   |       | Semifinales                                               | Semifinales                                               | Semifinales                                               | Semifinales                                               | Semifinales                                               |  |   | Final                                                | Final                                                | Final                                                | Final                                                | Final                                                |  |
|  | 11 y 12 de mayo de 1983 (ida) 14 y 15 de mayo de 1983 (vuelta) | 11 y 12 de mayo de 1983 (ida) 14 y 15 de mayo de 1983 (vuelta) | 11 y 12 de mayo de 1983 (ida) 14 y 15 de mayo de 1983 (vuelta) | 11 y 12 de mayo de 1983 (ida) 14 y 15 de mayo de 1983 (vuelta) | 11 y 12 de mayo de 1983 (ida) 14 y 15 de mayo de 1983 (vuelta) |   |       | 18 y 19 de mayo de 1983 (ida) 22 de mayo de 1983 (vuelta) | 18 y 19 de mayo de 1983 (ida) 22 de mayo de 1983 (vuelta) | 18 y 19 de mayo de 1983 (ida) 22 de mayo de 1983 (vuelta) | 18 y 19 de mayo de 1983 (ida) 22 de mayo de 1983 (vuelta) | 18 y 19 de mayo de 1983 (ida) 22 de mayo de 1983 (vuelta) |  |   | 26 de mayo de 1983 (ida) 29 de mayo de 1983 (vuelta) | 26 de mayo de 1983 (ida) 29 de mayo de 1983 (vuelta) | 26 de mayo de 1983 (ida) 29 de mayo de 1983 (vuelta) | 26 de mayo de 1983 (ida) 29 de mayo de 1983 (vuelta) | 26 de mayo de 1983 (ida) 29 de mayo de 1983 (vuelta) |  |
|  |                                                                |                                                                |                                                                |                                                                |                                                                |   |       |                                                           |                                                           |                                                           |                                                           |                                                           |  |   |                                                      |                                                      |                                                      |                                                      |                                                      |  |
|  |                                                                |                                                                |                                                                |                                                                |                                                                |   |       |                                                           |                                                           |                                                           |                                                           |                                                           |  |   |                                                      |                                                      |                                                      |                                                      |                                                      |  |
|  | 3                                                              | Puebla                                                         | 1                                                              | 3                                                              | 4                                                              |   |       |                                                           |                                                           |                                                           |                                                           |                                                           |  |   |                                                      |                                                      |                                                      |                                                      |                                                      |  |
|  | 3                                                              | Puebla                                                         | 1                                                              | 3                                                              | 4                                                              |   |       |                                                           |                                                           |                                                           |                                                           |                                                           |  |   |                                                      |                                                      |                                                      |                                                      |                                                      |  |
|  | 6                                                              | Tecos UAG                                                      | 2                                                              | 0                                                              | 2                                                              |   |       |                                                           |                                                           |                                                           |                                                           |                                                           |  |   |                                                      |                                                      |                                                      |                                                      |                                                      |  |
|  | 6                                                              | Tecos UAG                                                      | 2                                                              | 0                                                              | 2                                                              |   | 3     | Puebla                                                    | 0                                                         | 4                                                         | 4                                                         |                                                           |  |   |                                                      |                                                      |                                                      |                                                      |                                                      |  |
|  |                                                                |                                                                |                                                                |                                                                |                                                                |   | 3     | Puebla                                                    | 0                                                         | 4                                                         | 4                                                         |                                                           |  |   |                                                      |                                                      |                                                      |                                                      |                                                      |  |
|  |                                                                |                                                                | 5                                                              | U de G                                                         | 1                                                              | 2 | 3     |                                                           |                                                           |                                                           |                                                           |                                                           |  |   |                                                      |                                                      |                                                      |                                                      |                                                      |  |
|  | 4                                                              | Toluca                                                         | 5                                                              | U de G                                                         | 1                                                              | 2 | 3     | 0                                                         | 3                                                         | 3                                                         |                                                           |                                                           |  |   |                                                      |                                                      |                                                      |                                                      |                                                      |  |
|  | 4                                                              | Toluca                                                         |                                                                |                                                                |                                                                |   |       |                                                           |                                                           | 3                                                         |                                                           |                                                           |  |   |                                                      |                                                      |                                                      |                                                      |                                                      |  |
|  | 5                                                              | U de G                                                         | 2                                                              | 2                                                              | 4                                                              |   |       |                                                           |                                                           |                                                           |                                                           |                                                           |  |   |                                                      |                                                      |                                                      |                                                      |                                                      |  |
|  | 5                                                              | U de G                                                         | 2                                                              | 2                                                              | 4                                                              |   |       |                                                           |                                                           |                                                           |                                                           |                                                           |  | 3 | Puebla (p.)                                          | 1                                                    | 1                                                    | 2 (7)                                                |                                                      |  |
|  |                                                                |                                                                |                                                                |                                                                |                                                                |   |       |                                                           |                                                           |                                                           |                                                           |                                                           |  | 3 | Puebla (p.)                                          | 1                                                    | 1                                                    | 2 (7)                                                |                                                      |  |
|  |                                                                |                                                                | 7                                                              | Guadalajara                                                    | 2                                                              | 0 | 2 (6) |                                                           |                                                           |                                                           |                                                           |                                                           |  |   |                                                      |                                                      |                                                      |                                                      |                                                      |  |
|  | 1                                                              | América                                                        | 7                                                              | Guadalajara                                                    | 2                                                              | 0 | 2 (6) | 2                                                         | 4                                                         | 6                                                         |                                                           |                                                           |  |   |                                                      |                                                      |                                                      |                                                      |                                                      |  |
|  | 1                                                              | América                                                        |                                                                |                                                                |                                                                |   |       |                                                           |                                                           | 6                                                         |                                                           |                                                           |  |   |                                                      |                                                      |                                                      |                                                      |                                                      |  |
|  | 11                                                             | Atlético Potosino                                              | 0                                                              | 0                                                              | 0                                                              |   |       |                                                           |                                                           |                                                           |                                                           |                                                           |  |   |                                                      |                                                      |                                                      |                                                      |                                                      |  |
|  | 11                                                             | Atlético Potosino                                              | 0                                                              | 0                                                              | 0                                                              |   | 1     | América                                                   | 2                                                         | 0                                                         | 2                                                         |                                                           |  |   |                                                      |                                                      |                                                      |                                                      |                                                      |  |
|  |                                                                |                                                                |                                                                |                                                                |                                                                |   | 1     | América                                                   | 2                                                         | 0                                                         | 2                                                         |                                                           |  |   |                                                      |                                                      |                                                      |                                                      |                                                      |  |
|  |                                                                |                                                                | 7                                                              | Guadalajara                                                    | 1                                                              | 3 | 4     |                                                           |                                                           |                                                           |                                                           |                                                           |  |   |                                                      |                                                      |                                                      |                                                      |                                                      |  |
|  | 2                                                              | Atlante                                                        | 7                                                              | Guadalajara                                                    | 1                                                              | 3 | 4     | 1                                                         | 0                                                         | 1                                                         |                                                           |                                                           |  |   |                                                      |                                                      |                                                      |                                                      |                                                      |  |
|  | 2                                                              | Atlante                                                        |                                                                |                                                                |                                                                |   |       |                                                           |                                                           | 1                                                         |                                                           |                                                           |  |   |                                                      |                                                      |                                                      |                                                      |                                                      |  |
|  | 7                                                              | Guadalajara                                                    | 3                                                              | 3                                                              | 6                                                              |   |       |                                                           |                                                           |                                                           |                                                           |                                                           |  |   |                                                      |                                                      |                                                      |                                                      |                                                      |  |
|  | 7                                                              | Guadalajara                                                    | 3                                                              | 3                                                              | 6                                                              |   |       |                                                           |                                                           |                                                           |                                                           |                                                           |  |   |                                                      |                                                      |                                                      |                                                      |                                                      |  |
|  |                                                                |                                                                |                                                                |                                                                |                                                                |   |       |                                                           |                                                           |                                                           |                                                           |                                                           |  |   |                                                      |                                                      |                                                      |                                                      |                                                      |  |

### Cuartos de final
| 11 de mayo de 1983 | Guadalajara                       | 3:1 (1:1) | Atlante    | Estadio Jalisco, Guadalajara |                           |
|                    | Pérez 1' · Lugo 80' · Dávalos 84' |           | Rergis 25' | Árbitro(s): Joaquín Urrea    | Árbitro(s): Joaquín Urrea |

| 14 de mayo de 1983 | Atlante | 0:3 (0:1) | Guadalajara                    | Estadio Azteca, Ciudad de México    |                                     |
|                    |         |           | Dávalos 15' · Pajarito 70, 80' | Árbitro(s): Antonio Márquez Ramírez | Árbitro(s): Antonio Márquez Ramírez |

| 12 de mayo de 1983 | Atlético Potosino | 0:2 (0:0) | América                | Estadio Plan de San Luis, San Luis Potosí |  |
|                    |                   |           | Outes 48' · Batata 75' |                                           |  |

| 15 de mayo de 1983 | América                                | 4:0 (3:0) | Atlético Potosino | Estadio Azteca, Ciudad de México |                           |
|                    | Outes 12, 30' · Tena 35' · Aguirre 62' |           |                   | Árbitro(s): Jorge Narváez        | Árbitro(s): Jorge Narváez |

| 12 de mayo de 1983 | Tecos de la UAG            | 2:1 (1:0) | Puebla     | Estadio Tres de Marzo, Zapopan  |                                 |
|                    | Hernández 28' · Müller 64' |           | Muricy 68' | Árbitro(s): Mario Rubio Vázquez | Árbitro(s): Mario Rubio Vázquez |

| 15 de mayo de 1983 | Puebla                                                  | 5:1 (2:0) | Tecos de la UAG     | Estadio Cuauhtémoc, Puebla de Zaragoza |                                    |
|                    | Ceballos 30' · Muricy 34', 58' (pen.), 72' · Moreno 64' |           | Sanhueza 70' (a.g.) | Árbitro(s): Edgardo Codesal Méndez     | Árbitro(s): Edgardo Codesal Méndez |

| 13 de mayo de 1983 | Universidad de Guadalajara | 2:0 (2:0) | Toluca | Estadio Jalisco, Guadalajara |                            |
|                    | Rodríguez 15' · Correa 22' |           |        | Árbitro(s): Fermin Ramírez   | Árbitro(s): Fermin Ramírez |

| 15 de mayo de 1983 | Toluca          | 3:2 (0:1) | Universidad de Guadalajara        | Estadio Toluca 70, Toluca de Lerdo  |                                     |
|                    | Paz 48, 80, 83' |           | Güeldini 26' · Dávalos 52' (pen.) | Árbitro(s): Enrique Mendoza Guillén | Árbitro(s): Enrique Mendoza Guillén |

### Semifinal
| 18 de mayo de 1983 | Universidad de Guadalajara | 1:0 (1:0) | Puebla | Estadio Jalisco, Guadalajara        |                                     |
|                    | Correa 35'                 |           |        | Árbitro(s): Antonio Márquez Ramírez | Árbitro(s): Antonio Márquez Ramírez |

| 22 de mayo de 1983 | Puebla                                                | 4:2 (1:1) | Universidad de Guadalajara          | Estadio Cuauhtémoc, Puebla de Zaragoza |                           |
|                    | Muricy 45+1' (pen.), 69' · Estupiñán 49' · Moreno 81' |           | Plascencia 27' · Dávalos 83' (pen.) | Árbitro(s): Joaquín Urrea              | Árbitro(s): Joaquín Urrea |

| 19 de mayo de 1983 | Guadalajara | 1:2 (0:1) | América                       | Estadio Jalisco, Guadalajara        |                                     |
|                    | Gómez 57'   |           | Outes 11' (pen.) · Batata 53' | Árbitro(s): Enrique Mendoza Guillén | Árbitro(s): Enrique Mendoza Guillén |

| 22 de mayo de 1983 | América | 0:3 (0:2) | Guadalajara                            | Estadio Azteca, Ciudad de México   |                                    |
|                    |         |           | Pérez 45+1' · Madero 45+2' · Rivas 88' | Árbitro(s): Edgardo Codesal Méndez | Árbitro(s): Edgardo Codesal Méndez |

### Final
| 26 de mayo de 1983 | Guadalajara            | 2:1 (1:0) | Puebla     | Estadio Jalisco, Guadalajara     |                                  |
|                    | Rivas 13' · Madero 74' |           | Moreno 56' | Árbitro(s): Jorge Alberto Leanza | Árbitro(s): Jorge Alberto Leanza |

| 29 de mayo de 1983 | Puebla                                                                                         | 1:0 (1:0; 1:0) (7:6 p.)    | Guadalajara                                                                          | Estadio Cuauhtémoc, Puebla de Zaragoza |                                 |
|                    | Madero 44' (a.g.)                                                                              |                            |                                                                                      | Árbitro(s): Mario Rubio Vázquez        | Árbitro(s): Mario Rubio Vázquez |
|                    |                                                                                                | Tiros desde el punto penal |                                                                                      |                                        |                                 |
|                    | - Muricy - Arias - Sanhueza - Estupiñán - Moreno - Ceballos - Orozco - de la Torre - Fernández |                            | - Cisneros - Dávalos - Quirarte - Rizo - Rivas - Pajarito - Guerrero - Lugo - Madero |                                        |                                 |

#### Ida
| 25    | POR   | Estefano Rodríguez    |     |
| 2     | DEF   | Sergio Lugo           |     |
| 3     | DEF   | Fernando Quirarte     |     |
| 4     | DEF   | Demetrio Madero       |     |
| 15    | DEF   | Carlos Rizo           |     |
| 12    | MED   | Alejandro Guerrero    | 71' |
| 16    | MED   | Francisco Javier Mora |     |
| 21    | MED   | Jaime León            | 78' |
| 10    | DEL   | Samuel Rivas          |     |
| 7     | DEL   | Eduardo Cisneros      |     |
| 9     | DEL   | Jaime Pajarito        |     |
| D. T. | D. T. | Alberto Guerra        |     |

| 20    | POR   | Pedro Soto          |     |
| 2     | DEF   | Arturo Álvarez      |     |
| 16    | DEF   | Luis Fernández      |     |
| 4     | DEF   | Nelson Sanhueza     |     |
| 5     | DEF   | Teodoro Orozco      |     |
| 12    | MED   | Ángel Ramos         |     |
| 6     | MED   | Antonio de la Torre |     |
| 8     | MED   | Raúl Arias          |     |
| 7     | DEL   | Muricy Ramalho      |     |
| 10    | DEL   | Ítalo Estupiñan     | 65' |
| 11    | DEL   | Paul Moreno         |     |
| D. T. | D. T. | Manuel Lapuente     |     |

| 24 | Delantero      | Jose Luis Garcés | 68' |
| 6  | Centrocampista | Alejandro Rangel | 78' |

| 15 | Centrocampista | José Luis Ceballos | 64' |

| 14' · 74' | Samuel Rivas Demetrio Madero | 1:0 2:1 |

| 56' | Ítalo Estupiñan | 1:1 |

| 20' | Francisco Javier Mora |

| Principal  | Jorge Alberto Leanza |
| Asistentes | Joaquín Urrea        |
|            | Jorge Narváez        |

| 25    | POR   | Estefano Rodríguez    |     |
| 2     | DEF   | Sergio Lugo           |     |
| 3     | DEF   | Fernando Quirarte     |     |
| 4     | DEF   | Demetrio Madero       |     |
| 15    | DEF   | Carlos Rizo           |     |
| 12    | MED   | Alejandro Guerrero    | 71' |
| 16    | MED   | Francisco Javier Mora |     |
| 21    | MED   | Jaime León            | 78' |
| 10    | DEL   | Samuel Rivas          |     |
| 7     | DEL   | Eduardo Cisneros      |     |
| 9     | DEL   | Jaime Pajarito        |     |
| D. T. | D. T. | Alberto Guerra        |     |

| 20    | POR   | Pedro Soto          |     |
| 2     | DEF   | Arturo Álvarez      |     |
| 16    | DEF   | Luis Fernández      |     |
| 4     | DEF   | Nelson Sanhueza     |     |
| 5     | DEF   | Teodoro Orozco      |     |
| 12    | MED   | Ángel Ramos         |     |
| 6     | MED   | Antonio de la Torre |     |
| 8     | MED   | Raúl Arias          |     |
| 7     | DEL   | Muricy Ramalho      |     |
| 10    | DEL   | Ítalo Estupiñan     | 65' |
| 11    | DEL   | Paul Moreno         |     |
| D. T. | D. T. | Manuel Lapuente     |     |

| 24 | Delantero      | Jose Luis Garcés | 68' |
| 6  | Centrocampista | Alejandro Rangel | 78' |

| 15 | Centrocampista | José Luis Ceballos | 64' |

| 14' · 74' | Samuel Rivas Demetrio Madero | 1:0 2:1 |

| 56' | Ítalo Estupiñan | 1:1 |

| 20' | Francisco Javier Mora |

| Principal  | Jorge Alberto Leanza |
| Asistentes | Joaquín Urrea        |
|            | Jorge Narváez        |

| 25    | POR   | Estefano Rodríguez    |     |
| 2     | DEF   | Sergio Lugo           |     |
| 3     | DEF   | Fernando Quirarte     |     |
| 4     | DEF   | Demetrio Madero       |     |
| 15    | DEF   | Carlos Rizo           |     |
| 12    | MED   | Alejandro Guerrero    | 71' |
| 16    | MED   | Francisco Javier Mora |     |
| 21    | MED   | Jaime León            | 78' |
| 10    | DEL   | Samuel Rivas          |     |
| 7     | DEL   | Eduardo Cisneros      |     |
| 9     | DEL   | Jaime Pajarito        |     |
| D. T. | D. T. | Alberto Guerra        |     |

| 20    | POR   | Pedro Soto          |     |
| 2     | DEF   | Arturo Álvarez      |     |
| 16    | DEF   | Luis Fernández      |     |
| 4     | DEF   | Nelson Sanhueza     |     |
| 5     | DEF   | Teodoro Orozco      |     |
| 12    | MED   | Ángel Ramos         |     |
| 6     | MED   | Antonio de la Torre |     |
| 8     | MED   | Raúl Arias          |     |
| 7     | DEL   | Muricy Ramalho      |     |
| 10    | DEL   | Ítalo Estupiñan     | 65' |
| 11    | DEL   | Paul Moreno         |     |
| D. T. | D. T. | Manuel Lapuente     |     |

| 24 | Delantero      | Jose Luis Garcés | 68' |
| 6  | Centrocampista | Alejandro Rangel | 78' |

| 15 | Centrocampista | José Luis Ceballos | 64' |

| 14' · 74' | Samuel Rivas Demetrio Madero | 1:0 2:1 |

| 56' | Ítalo Estupiñan | 1:1 |

| 20' | Francisco Javier Mora |

| Principal  | Jorge Alberto Leanza |
| Asistentes | Joaquín Urrea        |
|            | Jorge Narváez        |

| 25    | POR   | Estefano Rodríguez    |     |
| 2     | DEF   | Sergio Lugo           |     |
| 3     | DEF   | Fernando Quirarte     |     |
| 4     | DEF   | Demetrio Madero       |     |
| 15    | DEF   | Carlos Rizo           |     |
| 12    | MED   | Alejandro Guerrero    | 71' |
| 16    | MED   | Francisco Javier Mora |     |
| 21    | MED   | Jaime León            | 78' |
| 10    | DEL   | Samuel Rivas          |     |
| 7     | DEL   | Eduardo Cisneros      |     |
| 9     | DEL   | Jaime Pajarito        |     |
| D. T. | D. T. | Alberto Guerra        |     |

| 20    | POR   | Pedro Soto          |     |
| 2     | DEF   | Arturo Álvarez      |     |
| 16    | DEF   | Luis Fernández      |     |
| 4     | DEF   | Nelson Sanhueza     |     |
| 5     | DEF   | Teodoro Orozco      |     |
| 12    | MED   | Ángel Ramos         |     |
| 6     | MED   | Antonio de la Torre |     |
| 8     | MED   | Raúl Arias          |     |
| 7     | DEL   | Muricy Ramalho      |     |
| 10    | DEL   | Ítalo Estupiñan     | 65' |
| 11    | DEL   | Paul Moreno         |     |
| D. T. | D. T. | Manuel Lapuente     |     |

| 24 | Delantero      | Jose Luis Garcés | 68' |
| 6  | Centrocampista | Alejandro Rangel | 78' |

| 15 | Centrocampista | José Luis Ceballos | 64' |

| 14' · 74' | Samuel Rivas Demetrio Madero | 1:0 2:1 |

| 56' | Ítalo Estupiñan | 1:1 |

| 20' | Francisco Javier Mora |

| Principal  | Jorge Alberto Leanza |
| Asistentes | Joaquín Urrea        |
|            | Jorge Narváez        |

#### Vuelta
| 20    | POR   | Pedro Soto          |     |
| 2     | DEF   | Arturo Álvarez      |     |
| 16    | DEF   | Luis E. Fernandez   |     |
| 4     | DEF   | Nelson Sanhueza     |     |
| 5     | DEF   | Teodoro Orozco      |     |
| 12    | MED   | Ángel Ramos         | 53' |
| 6     | MED   | Antonio de la Torre |     |
| 8     | MED   | Raúl Arias          |     |
| 7     | DEL   | Muricy Ramalho      |     |
| 10    | DEL   | Ítalo Estupiñan     |     |
| 15    | DEL   | José Luis Ceballos  |     |
| D. T. | D. T. | Manuel Lapuente     |     |

| 1     | POR   | Celestino Morales |     |
| 2     | DEF   | Sergio Lugo       |     |
| 3     | DEF   | Fernando Quirarte |     |
| 4     | DEF   | Demetrio Madero   |     |
| 15    | DEF   | Carlos Rizo       |     |
| 21    | MED   | Jaime León        | 68' |
| 6     | MED   | Alejandro Rangel  |     |
| 7     | MED   | Eduardo Cisneros  |     |
| 9     | DEL   | Jaime Pajarito    |     |
| 10    | DEL   | Samuel Rivas      |     |
| 11    | DEL   | Ricardo Pérez     | 45' |
| D. T. | D. T. | Alberto Guerra    |     |

| 11 | Delantero | Paul Moreno | 53' |

| 12 | Centrocampista | Alejandro Guerrero | 45' |
| 13 | Delantero      | Fernando Dávalos   | 68' |

| 8' (a.g.) | Demetrio Madero | 1:0 |

| Acierto de penal · Acierto de penal · Acierto de penal · Acierto de penal · Fallo de penal · Acierto de penal · Acierto de penal · Fallo de penal (atajado) · Acierto de penal | Muricy Ramalho Raúl Arias Nelson Sanhueza Ítalo Estupiñan Paul René Moreno José Luis Ceballos Teodoro Orozco Antonio de la Torre Luis E. Fernández | 1:1 2:2 3:3 4:3 4:4 5:5 6:6 7:6 |

| Acierto de penal · Acierto de penal · Acierto de penal · Fallo de penal · Acierto de penal · Acierto de penal · Acierto de penal · Fallo de penal (poste) · Fallo de penal (poste) | Eduardo Cisneros Fernando Davalos Fernando Quirarte Carlos Rizo Samuel Rivas Jaime Pajarito Alejandro Guerrero Sergio Lugo Demetrio Madero | 0:1 1:2 2:3 3:3 4:4 5:4 6:5 6:6 |

| Principal  | Mario Rubio Vázquez |
| Asistentes | Rubén Solís         |
|            | Jorge Rojano        |

| 20    | POR   | Pedro Soto          |     |
| 2     | DEF   | Arturo Álvarez      |     |
| 16    | DEF   | Luis E. Fernandez   |     |
| 4     | DEF   | Nelson Sanhueza     |     |
| 5     | DEF   | Teodoro Orozco      |     |
| 12    | MED   | Ángel Ramos         | 53' |
| 6     | MED   | Antonio de la Torre |     |
| 8     | MED   | Raúl Arias          |     |
| 7     | DEL   | Muricy Ramalho      |     |
| 10    | DEL   | Ítalo Estupiñan     |     |
| 15    | DEL   | José Luis Ceballos  |     |
| D. T. | D. T. | Manuel Lapuente     |     |

| 1     | POR   | Celestino Morales |     |
| 2     | DEF   | Sergio Lugo       |     |
| 3     | DEF   | Fernando Quirarte |     |
| 4     | DEF   | Demetrio Madero   |     |
| 15    | DEF   | Carlos Rizo       |     |
| 21    | MED   | Jaime León        | 68' |
| 6     | MED   | Alejandro Rangel  |     |
| 7     | MED   | Eduardo Cisneros  |     |
| 9     | DEL   | Jaime Pajarito    |     |
| 10    | DEL   | Samuel Rivas      |     |
| 11    | DEL   | Ricardo Pérez     | 45' |
| D. T. | D. T. | Alberto Guerra    |     |

| 11 | Delantero | Paul Moreno | 53' |

| 12 | Centrocampista | Alejandro Guerrero | 45' |
| 13 | Delantero      | Fernando Dávalos   | 68' |

| 8' (a.g.) | Demetrio Madero | 1:0 |

| Acierto de penal · Acierto de penal · Acierto de penal · Acierto de penal · Fallo de penal · Acierto de penal · Acierto de penal · Fallo de penal (atajado) · Acierto de penal | Muricy Ramalho Raúl Arias Nelson Sanhueza Ítalo Estupiñan Paul René Moreno José Luis Ceballos Teodoro Orozco Antonio de la Torre Luis E. Fernández | 1:1 2:2 3:3 4:3 4:4 5:5 6:6 7:6 |

| Acierto de penal · Acierto de penal · Acierto de penal · Fallo de penal · Acierto de penal · Acierto de penal · Acierto de penal · Fallo de penal (poste) · Fallo de penal (poste) | Eduardo Cisneros Fernando Davalos Fernando Quirarte Carlos Rizo Samuel Rivas Jaime Pajarito Alejandro Guerrero Sergio Lugo Demetrio Madero | 0:1 1:2 2:3 3:3 4:4 5:4 6:5 6:6 |

| Principal  | Mario Rubio Vázquez |
| Asistentes | Rubén Solís         |
|            | Jorge Rojano        |

| 20    | POR   | Pedro Soto          |     |
| 2     | DEF   | Arturo Álvarez      |     |
| 16    | DEF   | Luis E. Fernandez   |     |
| 4     | DEF   | Nelson Sanhueza     |     |
| 5     | DEF   | Teodoro Orozco      |     |
| 12    | MED   | Ángel Ramos         | 53' |
| 6     | MED   | Antonio de la Torre |     |
| 8     | MED   | Raúl Arias          |     |
| 7     | DEL   | Muricy Ramalho      |     |
| 10    | DEL   | Ítalo Estupiñan     |     |
| 15    | DEL   | José Luis Ceballos  |     |
| D. T. | D. T. | Manuel Lapuente     |     |

| 1     | POR   | Celestino Morales |     |
| 2     | DEF   | Sergio Lugo       |     |
| 3     | DEF   | Fernando Quirarte |     |
| 4     | DEF   | Demetrio Madero   |     |
| 15    | DEF   | Carlos Rizo       |     |
| 21    | MED   | Jaime León        | 68' |
| 6     | MED   | Alejandro Rangel  |     |
| 7     | MED   | Eduardo Cisneros  |     |
| 9     | DEL   | Jaime Pajarito    |     |
| 10    | DEL   | Samuel Rivas      |     |
| 11    | DEL   | Ricardo Pérez     | 45' |
| D. T. | D. T. | Alberto Guerra    |     |

| 11 | Delantero | Paul Moreno | 53' |

| 12 | Centrocampista | Alejandro Guerrero | 45' |
| 13 | Delantero      | Fernando Dávalos   | 68' |

| 8' (a.g.) | Demetrio Madero | 1:0 |

| Acierto de penal · Acierto de penal · Acierto de penal · Acierto de penal · Fallo de penal · Acierto de penal · Acierto de penal · Fallo de penal (atajado) · Acierto de penal | Muricy Ramalho Raúl Arias Nelson Sanhueza Ítalo Estupiñan Paul René Moreno José Luis Ceballos Teodoro Orozco Antonio de la Torre Luis E. Fernández | 1:1 2:2 3:3 4:3 4:4 5:5 6:6 7:6 |

| Acierto de penal · Acierto de penal · Acierto de penal · Fallo de penal · Acierto de penal · Acierto de penal · Acierto de penal · Fallo de penal (poste) · Fallo de penal (poste) | Eduardo Cisneros Fernando Davalos Fernando Quirarte Carlos Rizo Samuel Rivas Jaime Pajarito Alejandro Guerrero Sergio Lugo Demetrio Madero | 0:1 1:2 2:3 3:3 4:4 5:4 6:5 6:6 |

| Principal  | Mario Rubio Vázquez |
| Asistentes | Rubén Solís         |
|            | Jorge Rojano        |

| 20    | POR   | Pedro Soto          |     |
| 2     | DEF   | Arturo Álvarez      |     |
| 16    | DEF   | Luis E. Fernandez   |     |
| 4     | DEF   | Nelson Sanhueza     |     |
| 5     | DEF   | Teodoro Orozco      |     |
| 12    | MED   | Ángel Ramos         | 53' |
| 6     | MED   | Antonio de la Torre |     |
| 8     | MED   | Raúl Arias          |     |
| 7     | DEL   | Muricy Ramalho      |     |
| 10    | DEL   | Ítalo Estupiñan     |     |
| 15    | DEL   | José Luis Ceballos  |     |
| D. T. | D. T. | Manuel Lapuente     |     |

| 1     | POR   | Celestino Morales |     |
| 2     | DEF   | Sergio Lugo       |     |
| 3     | DEF   | Fernando Quirarte |     |
| 4     | DEF   | Demetrio Madero   |     |
| 15    | DEF   | Carlos Rizo       |     |
| 21    | MED   | Jaime León        | 68' |
| 6     | MED   | Alejandro Rangel  |     |
| 7     | MED   | Eduardo Cisneros  |     |
| 9     | DEL   | Jaime Pajarito    |     |
| 10    | DEL   | Samuel Rivas      |     |
| 11    | DEL   | Ricardo Pérez     | 45' |
| D. T. | D. T. | Alberto Guerra    |     |

| 11 | Delantero | Paul Moreno | 53' |

| 12 | Centrocampista | Alejandro Guerrero | 45' |
| 13 | Delantero      | Fernando Dávalos   | 68' |

| 8' (a.g.) | Demetrio Madero | 1:0 |

| Acierto de penal · Acierto de penal · Acierto de penal · Acierto de penal · Fallo de penal · Acierto de penal · Acierto de penal · Fallo de penal (atajado) · Acierto de penal | Muricy Ramalho Raúl Arias Nelson Sanhueza Ítalo Estupiñan Paul René Moreno José Luis Ceballos Teodoro Orozco Antonio de la Torre Luis E. Fernández | 1:1 2:2 3:3 4:3 4:4 5:5 6:6 7:6 |

| Acierto de penal · Acierto de penal · Acierto de penal · Fallo de penal · Acierto de penal · Acierto de penal · Acierto de penal · Fallo de penal (poste) · Fallo de penal (poste) | Eduardo Cisneros Fernando Davalos Fernando Quirarte Carlos Rizo Samuel Rivas Jaime Pajarito Alejandro Guerrero Sergio Lugo Demetrio Madero | 0:1 1:2 2:3 3:3 4:4 5:4 6:5 6:6 |

| Principal  | Mario Rubio Vázquez |
| Asistentes | Rubén Solís         |
|            | Jorge Rojano        |

### Campeón
| Campeón Primera División 1982-83 |
| -------------------------------- |
|                                  |
| Puebla                           |
| 1.er título                      |